# 岩手県道280号大槌小鎚線
岩手県道280号大槌小鎚線（いわてけんどう280ごう おおつちこづちせん）は、岩手県上閉伊郡大槌町を通る一般県道である。

## 概要
国道45号の大槌バイパスが開通した際に指定が変更された国道45号の旧道である。起点では国道45号宮古方面のみ接続する。
旧大槌町役場があった中心部を通る区間は、2011年東日本大震災による津波で被災しており、順次復興中である。
大槌の「槌」と小鎚の「鎚」は異なる漢字である。

### 路線データ
- 起点：上閉伊郡大槌町大槌（国道45号交点）
- 終点：上閉伊郡大槌町小鎚字生井沢（大槌B.P.南口交差点、国道45号交点）

## 路線状況

### 重複区間
- 岩手県道231号吉里吉里釜石線（大槌町安渡一丁目 - 大槌町大町）

## 地理

### 通過する自治体
- 上閉伊郡大槌町

### 交差する道路
- 国道45号（起点）
- 岩手県道231号吉里吉里釜石線・岩手県道26号大槌小国線（大槌町安渡一丁目・安渡立体交差点）
（この間県道231号と重複）
- 岩手県道231号吉里吉里釜石線（大槌町大町）
- 国道45号（終点）